# Александровское сельское поселение (Моргаушский район)
Алекса́ндровское се́льское поселе́ние (чув. Уйкас Янасал ял тăрăхĕ) — муниципальное образование в составе Моргаушского района Чувашской Республики. Административный центр — деревня Васькино. На территории сельского поселения расположены 7 населённых пунктов. 

## Географические данные
Александровская сельская администрация расположена в 20 км от районного центра — села Моргауши, в 68 км от города Чебоксары и 40 км от железнодорожной станции Ишлеи.

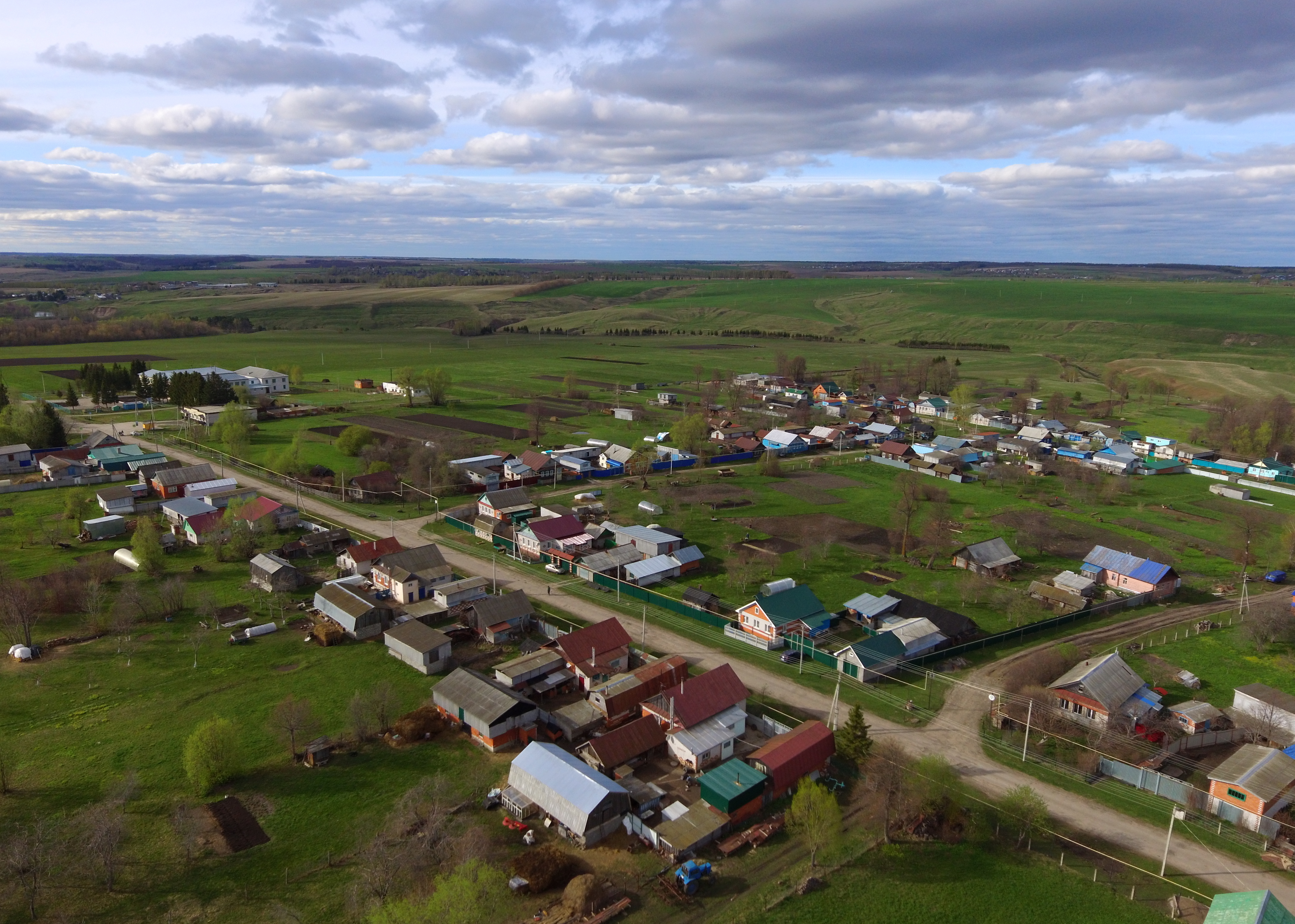
деревня Васькино

## Состав поселения
В Александровскую сельскую администрацию входят село Александровское и шесть деревень: Васькино, Дворики, Ойкас-Абаши, Паймурзино, Юрмекейкино, Сосновка.

## Население
Всего 381 хозяйств и проживает 1075 человек.
| 2010 | 2012  | 2013 | 2014 | 2015 | 2016 | 2017 |
| ---- | ----- | ---- | ---- | ---- | ---- | ---- |
| 1009 | →1009 | ↘979 | →979 | ↘939 | ↘921 | ↘893 |
| 2018 | 2019  | 2020 | 2021 |      |      |      |
| ↘877 | ↘850  | ↘844 | ↘825 |      |      |      |

## Инфраструктура
На территории сельской администрации расположены:
- СХПК им. Ильича
- Сосновская ООШ
- Александровская сельская врачебная амбулатория.
- Васькинский фельдшерский пункт
- Сосновская сельская библиотека.
- Васькинское отделение связи.
- Васькинский магазин.
- Юрмекейский магазин
- Александровский магазин
- Юрмекейкинский сельский клуб
- Церковь Святого Александра Невского